# 15461 Johnbird
15461 Johnbird è un asteroide della fascia principale. Scoperto nel 1998, presenta un'orbita caratterizzata da un semiasse maggiore pari a 3,1967193 UA e da un'eccentricità di 0,1181740, inclinata di 13,44014° rispetto all'eclittica.